# Пронин, Владимир Евгеньевич
Владимир Евгеньевич Пронин (18 февраля 1945, Ковров, Владимирская область — 10 октября 2007, Санкт-Петербург) — советский футболист, вратарь, тренер. Мастер спорта СССР.

## Биография
Воспитанник ковровского футбола. Дебютировал во взрослом футболе в девятнадцать лет в команде «Трактор» Владимир, которая играла во второй зоне класса «Б». Вместе с командой 5 раз подряд побеждал в зональных турнирах.
Сезон 1969 года начал в куйбышевском клубе «Крылья Советов», но затем вернулся в «Трактор». Всего во владимирском клубе сыграл 195 матчей.
В 1970—1973 играл в ленинградском «Зените». Всего провёл за команду в чемпионате и кубке СССР 99 матчей, пропустил 95 мячей, 45 раз отстоял на «ноль». Является членом Клуба Леонида Иванова.
В конце 1973 года, узнав о приходе в команду вратаря молодёжной сборной Владимира Олейника, ушёл из команды в ленинградское «Динамо», отказавшись от перехода в московское «Торпедо». Летом 1976 получил тяжёлую травму, но в конце сезона вновь встал в ворота.
В 1978 году закончил игровую карьеру.
В середине 1980-х вновь вернулся в «Динамо», в 1984—1985 был тренером команды, в 1988—1989 — начальником, в 1990—1992 — главным тренером. В 1993—1994 тренировал петрозаводский клуб «Эрзи», после чего ушёл из футбола. Работал главой службы безопасности одного из предприятий Санкт-Петербурга.
10 октября 2007 скончался после перенесённого инсульта. Похоронен на Смоленском православном кладбище.